# يوم الترويح
يوم التَرويحِ أحد أيام العرب في الجاهلية، وكان الظفر فيه لبني نهشل ابن دارم من بني تّمِيم على مملكة الغساسنة ومن معها من القبائل اليمانية.

## المعركة
أغار ملك المملكة الغسانية ابن طيبة الغساني الأزدي على رأس جيش الدولة الغسانية، ومعه طوائف من القبائل اليمانية على بني نهشل بن دارم من بني تميم فهزموا جيشه وقتلوه، قتله أبي بن ضمرة النهشلي الدارمي، وقتلوا أبا الهرماس الغساني.

## في الشعر
فيه يقول همّام بن غالب بن صعصعة الدارمي التميمي المعروف بـ «الفـرزدق» مُفاخراً بيوم الترويح:
وبه يقول الأشهب بن رميلة النهشلي التميمي.
وقال نهشل بن حري النهشلي الدارمي: